# 23 aC

## Esdeveniments

### Llocs

#### Egipte
- En resposta a les incursions a Mèroe a l'Alt Egipte, les legions romanes es mouen al sud i arrasen a Napata.

#### Judea
- Herodes el Gran construeix a Jerusalem la fortalesa de Herodian a la ciutat de Judea.

### Temàtiques

#### Arquitectura
- Vitruvi publica el primer tractat conegut sobre arquitectura.

## Naixements
- Dong Xian.

## Necrològiques
- Marc Claudi Marcel fill d'Octavia Minor i nebot d'August.